# CSS Tennessee (1862)
El CSS Tennessee fue un buque de clase Arkansas que fue construido durante la Guerra de Secesión.

## Historia

Planos del CSS Tennessee.

Gemelo del Arkansas de la misma clase
Se le colocó la quilla en octubre de 1861
Fue Quemado para evitar la captura, 5 de junio de 1862

## Galería
Imágenes

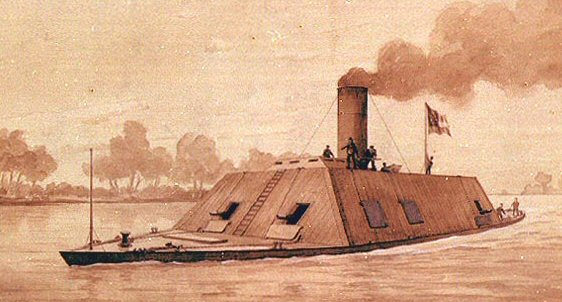
CSS Arkansas
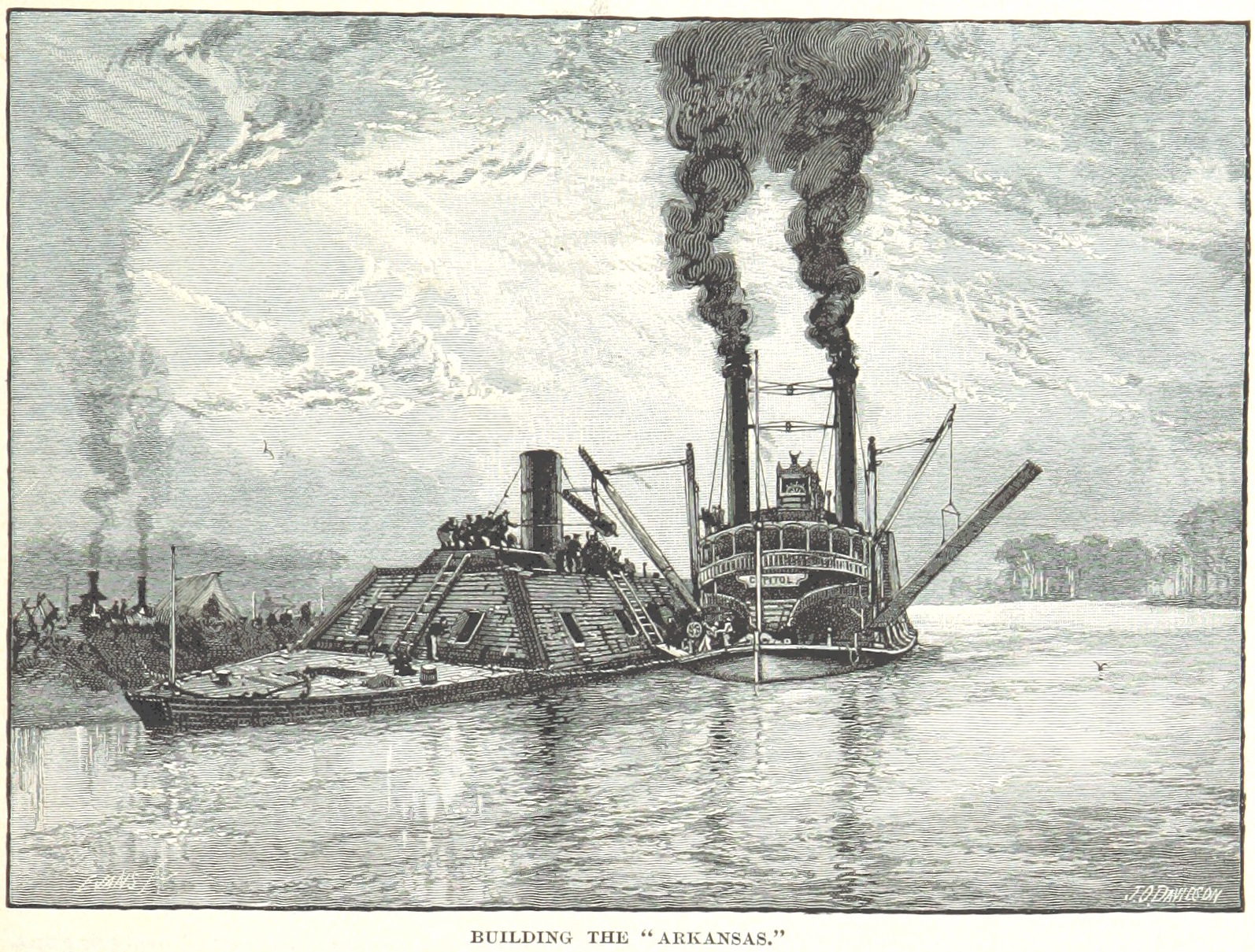
Construcción de un buque clase Arkansas, posiblemente el Tennessee

- Datos: Q5014355